# Phái Sĩ lâm
Phái Sĩ lâm (tiếng Trung: 士林派, tiếng Hàn Quốc: 사림파) là một phe phái của giới lưỡng ban trong triều đại Triều Tiên trung kỳ và hậu kỳ, đối lập với công thần huân thần của Huân cựu phái. Phe phái này tồn tại từ thời kỳ Triều Tiên Thành Tông thế kỷ 15 đến thế kỷ 19.

## Lịch sử
Phái Sĩ lâm có nguồn gốc từ nhà lý học Cát Tại (Gil Jae, 1353-1419). Sau khi Thái Tổ Lý Thành Quế đoạt quyền từ triều đại Cao Ly và lập ra triều đại Triều Tiên, Cát Tại đã từ chối phục vụ cho triều đại Triều Tiên vì lý do trung thần không thờ hai chủ. Ông trở về quê hương để chuyên tâm dạy học, và sau đó nhiều học trò của ông đã trở thành những người có ảnh hưởng lớn trong triều đại Triều Tiên. Dù không làm quan, nhưng họ vẫn có ảnh hưởng lớn trong việc trị nước bằng Nho học.
Thời kỳ Triều Tiên Thành Tông, ông thành công mời Phái Sĩ lâm và các đệ tử của mình vào triều đình, thách thức Phái Huân cựu.

## Sĩ hoạ Triều Tiên
Phái Sĩ lâm phát triển nhanh chóng gây sự bất mãn từ Phái Huân cựu. Năm 1498 (thời Yên Sơn Quân), Kim Tông Trực (Gim Jong-jik) viết "Điếu Nghĩa Đế Văn" ngụ ý ám chỉ Triều Tiên Thế Tổ đoạt ngôi, khiến nhiều học giả bị đày và bị giết, gọi là Mậu Ngọ Sĩ hoạ. Năm 1504, sau cái chết của mẹ Yên Sơn Quân, xảy ra sự kiện Sĩ hoạ thứ hai, gọi là Giáp Tý Sĩ hoạ.
Khi Triều Tiên Trung Tông lên ngôi, phái Sĩ lâm được trọng dụng, phái Huân cựu bị suy yếu. Triều đình tích cực truyền bá Nho học. Sau này, Triệu Quang Tổ cho rằng công thần của Trung Tông phản chính được phong tước quá mức và yêu cầu giảm bớt danh hiệu "Tĩnh quốc công thần", sự kiện này gọi là "Ngụy huân tước trừ án". Năm 1519, Trung Tông viết thư cho Hồng Cảnh Chu (홍경주), bày tỏ ý định trừ khử Triệu Quang Tổ. Năm 1519, Hồng Cảnh Chu nhận được chiếu chỉ của Trung Tông, bắt giữ Triệu Quang Tổ và các quan chức của phái Sĩ lâm, gọi là Kỷ Mão Sĩ hoạ.
Sau nhiều lần xảy ra Sĩ hoạ, phái Sĩ lâm rút về nông thôn, truyền bá lý tưởng qua thư viện và hương ước.

## Chính trị phe phái
Khi Triều Tiên Tuyên Tổ lên ngôi, ông tích cực sử dụng phái Sĩ lâm, làm giảm ảnh hưởng của phái Huân cựu. Do số lượng quan chức và học phái khác nhau cộng thêm mâu thuẫn cá nhân, phái Sĩ lâm chia thành các đảng khác nhau. Năm 1575, phái Sĩ lâm chia thành Đảng Đông Nhân (chủ lý thuyết) và Đảng Tây Nhân (chủ khí thuyết). Vụ việc bắt đầu từ mâu thuẫn cá nhân giữa Kim Hiếu Nguyên và Thẩm Nghĩa Khiêm. Trong thời kỳ Triều Tiên Minh Tông, Thẩm Nghĩa Khiêm đã đến gặp Lãnh nghị chính Doãn Nguyên Hành, nhưng vì Kim Hiếu Nguyên phản đối nên Thẩm Nghĩa Khiêm không thể thăng tiến.
Sau đó, Đảng Đông Nhân chia thành Đảng Nam Nhân và Đảng Bắc Nhân, Đảng Bắc Nhân lại chia thành Phái Đại Bắc và Phái Tiểu Bắc trong vấn đề lập Quang Hải Quân. Phái Tiểu Bắc tiếp tục chia thành Thanh Tiểu Bắc và Trọc Tiểu Bắc, còn Đại Bắc Phái lại chia thành Cốt Bắc, Nhục Bắc và Trung Bắc Phái.
Trong thời kỳ Quang Hải Quân, Đại Bắc Phái nắm quyền, nhưng khi Nhân Tổ phản chính, họ bị xử tử và Đại Bắc Phái bị tiêu diệt. Đảng Nam Nhân chia thành Thanh Nam và Trọc Nam. Tây Nhân Đảng trong cuộc chính biến Nhân Tổ phản chính đã nắm quyền, rồi chia thành Công Tây Phái và Tín Tây Phái. Sau đó, Công Tây Phái lại chia thành Nguyên Đảng và Lạc Đảng, với Lạc Đảng chiếm ưu thế.
Năm 1681, sau khi xảy ra sự kiện Canh Thân Đại Truất Trắc, Nam Nhân trở thành thiểu số, và Tây Nhân chia thành Lão Luận và Thiếu Luận. Đến thời Túc Tông, Tây Nhân lại chia thành Lão Luận (phái nguyên lão) và Thiếu Luận (phái thiếu tráng).
Năm 1701, Tây Nhân tiếp tục chiếm ưu thế, và Nam Nhân vẫn là thiểu số. Trong thời kỳ Triều Tiên Cảnh Tông, Lão Luận ủng hộ việc lập Diên Ninh Quân làm thế tử và Thiếu Luận phản đối. Khi Triều Tiên Anh Tổ lên ngôi, Lão Luận nắm quyền, Thiếu Luận bị đàn áp. Năm 1762, vì Trang Hiến Thế tử bị xử tử, Lão Luận chia thành Thời Phái và Bế Phái. Khi Triều Tiên Chính Tổ lên ngôi, Lão Luận Bế Phái suy yếu, Lão Luận Thời Phái, Thiếu Luận và Nam Nhân ủng hộ Chính Tổ. Năm 1791, sau sự kiện đàn áp Công giáo lần thứ nhất, sức mạnh của Nam Nhân giảm sút.
Khi Chính Tổ lên ngôi, sự xuất hiện của Hoằng Quốc Vinh bắt đầu thời kỳ chính trị thế đạo, giảm sức mạnh của Sĩ lâm phái. Sau khi Triều Tiên Thuần Tổ lên ngôi vào năm 1801, xảy ra sự kiện Tân Dậu Tà Ngục, với nhiều tín đồ Công giáo bị xử tử, Sĩ lâm phái chính thức chấm dứt thời kỳ chuyên quyền.

## Những thay đổi Phái Sĩ lâm
|  |  |  |  |  |  |  |  |                   |                   |                   |                   |                                             |                                             |                                             |                                             |                                             |                                             |                 |                 | Sĩ lâm phái      |                  |                  |                  |                                             |                                             |                                             |                                             |                                             |                                             |                                  |                |                                            |                                            |                                            |                                            |                                            |                                            |                               |               |               |               |               |               |               |               |  |  |  |  |  |  |  |  |  |  |  |  |  |  |  |  |
|  |  |  |  |  |  |  |  |                   |                   |                   |                   |                                             |                                             |                                             |                                             |                                             |                                             |                 |                 |                  |                  |                  |                  |                                             |                                             |                                             |                                             |                                             |                                             |                                  |                | năm 1575                                   |                                            |                                            |                                            |                                            |                                            |                               |               |               |               |               |               |               |               |  |  |  |  |  |  |  |  |  |  |  |  |  |  |  |  |
|  |  |  |  |  |  |  |  |                   |                   |                   |                   |                                             |                                             |                                             |                                             |                                             |                                             |                 |                 |                  |                  |                  |                  |                                             |                                             |                                             |                                             |                                             |                                             |                                  |                |                                            |                                            |                                            |                                            |                                            |                                            |                               |               |               |               |               |               |               |               |  |  |  |  |  |  |  |  |  |  |  |  |  |  |  |  |
|  |  |  |  |  |  |  |  |                   |                   |                   |                   | Tây nhân đảng                               | Tây nhân đảng                               | Tây nhân đảng                               | Tây nhân đảng                               | Tây nhân đảng                               | Tây nhân đảng                               |                 |                 |                  |                  |                  |                  |                                             |                                             |                                             |                                             | Đông nhân đảng                              | Đông nhân đảng                              | Đông nhân đảng                   | Đông nhân đảng | Đông nhân đảng                             | Đông nhân đảng                             |                                            |                                            |                                            |                                            |                               |               |               |               |               |               |               |               |  |  |  |  |  |  |  |  |  |  |  |  |  |  |  |  |
|  |  |  |  |  |  |  |  |                   |                   |                   |                   | Tây nhân đảng                               | Tây nhân đảng                               | Tây nhân đảng                               | Tây nhân đảng                               | Tây nhân đảng                               | Tây nhân đảng                               |                 |                 |                  |                  |                  |                  |                                             |                                             |                                             |                                             | Đông nhân đảng                              | Đông nhân đảng                              | Đông nhân đảng                   | Đông nhân đảng | Đông nhân đảng                             | Đông nhân đảng                             |                                            |                                            |                                            |                                            |                               |               | năm 1591      |               |               |               |               |               |  |  |  |  |  |  |  |  |  |  |  |  |  |  |  |  |
|  |  |  |  |  |  |  |  |                   |                   |                   |                   |                                             |                                             |                                             |                                             |                                             |                                             |                 |                 |                  |                  |                  |                  |                                             |                                             |                                             |                                             |                                             |                                             |                                  |                |                                            |                                            |                                            |                                            |                                            |                                            |                               |               |               |               |               |               |               |               |  |  |  |  |  |  |  |  |  |  |  |  |  |  |  |  |
|  |  |  |  |  |  |  |  |                   |                   |                   |                   |                                             |                                             |                                             |                                             |                                             |                                             |                 |                 |                  |                  |                  |                  | Nam nhân đảng                               | Nam nhân đảng                               | Nam nhân đảng                               | Nam nhân đảng                               | Nam nhân đảng                               | Nam nhân đảng                               |                                  |                |                                            |                                            |                                            |                                            | Bác nhân đảng                              | Bác nhân đảng                              | Bác nhân đảng                 | Bác nhân đảng | Bác nhân đảng | Bác nhân đảng |               |               |               |               |  |  |  |  |  |  |  |  |  |  |  |  |  |  |  |  |
|  |  |  |  |  |  |  |  |                   |                   |                   |                   |                                             |                                             |                                             |                                             |                                             |                                             |                 |                 |                  |                  |                  |                  | Nam nhân đảng                               | Nam nhân đảng                               | Nam nhân đảng                               | Nam nhân đảng                               | Nam nhân đảng                               | Nam nhân đảng                               |                                  |                |                                            |                                            |                                            |                                            | Bác nhân đảng                              | Bác nhân đảng                              | Bác nhân đảng                 | Bác nhân đảng | Bác nhân đảng | Bác nhân đảng |               |               |               |               |  |  |  |  |  |  |  |  |  |  |  |  |  |  |  |  |
|  |  |  |  |  |  |  |  |                   |                   |                   |                   |                                             |                                             |                                             |                                             |                                             |                                             |                 |                 |                  |                  |                  |                  |                                             |                                             |                                             |                                             |                                             |                                             |                                  |                |                                            |                                            |                                            |                                            |                                            |                                            |                               |               |               |               |               |               |               |               |  |  |  |  |  |  |  |  |  |  |  |  |  |  |  |  |
|  |  |  |  |  |  |  |  |                   |                   |                   |                   |                                             |                                             |                                             |                                             |                                             |                                             |                 |                 |                  |                  |                  |                  |                                             |                                             |                                             |                                             |                                             |                                             |                                  |                | Đại bắc phái                               | Đại bắc phái                               | Đại bắc phái                               | Đại bắc phái                               | Đại bắc phái                               | Đại bắc phái                               |                               |               | Tiểu bắc phái | Tiểu bắc phái | Tiểu bắc phái | Tiểu bắc phái | Tiểu bắc phái | Tiểu bắc phái |  |  |  |  |  |  |  |  |  |  |  |  |  |  |  |  |
|  |  |  |  |  |  |  |  |                   |                   |                   |                   |                                             |                                             |                                             |                                             |                                             |                                             |                 |                 |                  |                  |                  |                  |                                             |                                             |                                             |                                             |                                             |                                             |                                  |                | Đại bắc phái                               | Đại bắc phái                               | Đại bắc phái                               | Đại bắc phái                               | Đại bắc phái                               | Đại bắc phái                               | Năm 1608 Quang Hải quân kế vị |               | Tiểu bắc phái | Tiểu bắc phái | Tiểu bắc phái | Tiểu bắc phái | Tiểu bắc phái | Tiểu bắc phái |  |  |  |  |  |  |  |  |  |  |  |  |  |  |  |  |
|  |  |  |  |  |  |  |  |                   |                   |                   |                   | Tây nhân đảng                               | Tây nhân đảng                               | Tây nhân đảng                               | Tây nhân đảng                               | Tây nhân đảng                               | Tây nhân đảng                               |                 |                 |                  |                  |                  |                  | Nam nhân đảng                               | Nam nhân đảng                               | Nam nhân đảng                               | Nam nhân đảng                               | Nam nhân đảng                               | Nam nhân đảng                               |                                  |                | Đại bắc phái Kiểm soát quyền lực chính trị | Đại bắc phái Kiểm soát quyền lực chính trị | Đại bắc phái Kiểm soát quyền lực chính trị | Đại bắc phái Kiểm soát quyền lực chính trị | Đại bắc phái Kiểm soát quyền lực chính trị | Đại bắc phái Kiểm soát quyền lực chính trị |                               |               | Tiểu bắc phái | Tiểu bắc phái | Tiểu bắc phái | Tiểu bắc phái | Tiểu bắc phái | Tiểu bắc phái |  |  |  |  |  |  |  |  |  |  |  |  |  |  |  |  |
|  |  |  |  |  |  |  |  |                   |                   |                   |                   | Tây nhân đảng                               | Tây nhân đảng                               | Tây nhân đảng                               | Tây nhân đảng                               | Tây nhân đảng                               | Tây nhân đảng                               |                 |                 |                  |                  |                  |                  | Nam nhân đảng                               | Nam nhân đảng                               | Nam nhân đảng                               | Nam nhân đảng                               | Nam nhân đảng                               | Nam nhân đảng                               |                                  |                | Đại bắc phái Kiểm soát quyền lực chính trị | Đại bắc phái Kiểm soát quyền lực chính trị | Đại bắc phái Kiểm soát quyền lực chính trị | Đại bắc phái Kiểm soát quyền lực chính trị | Đại bắc phái Kiểm soát quyền lực chính trị | Đại bắc phái Kiểm soát quyền lực chính trị |                               |               | Tiểu bắc phái | Tiểu bắc phái | Tiểu bắc phái | Tiểu bắc phái | Tiểu bắc phái | Tiểu bắc phái |  |  |  |  |  |  |  |  |  |  |  |  |  |  |  |  |
|  |  |  |  |  |  |  |  |                   |                   |                   |                   |                                             |                                             |                                             |                                             |                                             |                                             |                 |                 |                  |                  |                  |                  |                                             |                                             |                                             |                                             |                                             |                                             |                                  |                |                                            |                                            |                                            |                                            | Năm 1623 Nhân Tổ phản chính                |                                            |                               |               |               |               |               |               |               |               |  |  |  |  |  |  |  |  |  |  |  |  |  |  |  |  |
|  |  |  |  |  |  |  |  |                   |                   |                   |                   | Tây nhân đảng Kiểm soát quyền lực chính trị | Tây nhân đảng Kiểm soát quyền lực chính trị | Tây nhân đảng Kiểm soát quyền lực chính trị | Tây nhân đảng Kiểm soát quyền lực chính trị | Tây nhân đảng Kiểm soát quyền lực chính trị | Tây nhân đảng Kiểm soát quyền lực chính trị |                 |                 |                  |                  |                  |                  | Nam nhân đảng                               | Nam nhân đảng                               | Nam nhân đảng                               | Nam nhân đảng                               | Nam nhân đảng                               | Nam nhân đảng                               |                                  |                | ×                                          | ×                                          | ×                                          | ×                                          | ×                                          | ×                                          |                               |               | Tiểu bắc phái | Tiểu bắc phái | Tiểu bắc phái | Tiểu bắc phái | Tiểu bắc phái | Tiểu bắc phái |  |  |  |  |  |  |  |  |  |  |  |  |  |  |  |  |
|  |  |  |  |  |  |  |  |                   |                   |                   |                   | Tây nhân đảng Kiểm soát quyền lực chính trị | Tây nhân đảng Kiểm soát quyền lực chính trị | Tây nhân đảng Kiểm soát quyền lực chính trị | Tây nhân đảng Kiểm soát quyền lực chính trị | Tây nhân đảng Kiểm soát quyền lực chính trị | Tây nhân đảng Kiểm soát quyền lực chính trị |                 |                 |                  |                  |                  |                  | Nam nhân đảng                               | Nam nhân đảng                               | Nam nhân đảng                               | Nam nhân đảng                               | Nam nhân đảng                               | Nam nhân đảng                               |                                  |                | ×                                          | ×                                          | ×                                          | ×                                          | ×                                          | ×                                          |                               |               | Tiểu bắc phái | Tiểu bắc phái | Tiểu bắc phái | Tiểu bắc phái | Tiểu bắc phái | Tiểu bắc phái |  |  |  |  |  |  |  |  |  |  |  |  |  |  |  |  |
|  |  |  |  |  |  |  |  |                   |                   |                   |                   |                                             |                                             |                                             |                                             |                                             |                                             |                 |                 |                  |                  |                  |                  |                                             |                                             |                                             |                                             | Năm 1674 Giáp Dần Lễ Tụng                   |                                             |                                  |                |                                            |                                            |                                            |                                            |                                            |                                            |                               |               |               |               |               |               |               |               |  |  |  |  |  |  |  |  |  |  |  |  |  |  |  |  |
|  |  |  |  |  |  |  |  |                   |                   |                   |                   | Tây nhân đảng loại bỏ                       | Tây nhân đảng loại bỏ                       | Tây nhân đảng loại bỏ                       | Tây nhân đảng loại bỏ                       | Tây nhân đảng loại bỏ                       | Tây nhân đảng loại bỏ                       |                 |                 |                  |                  |                  |                  | Nam nhân đảng Kiểm soát quyền lực chính trị | Nam nhân đảng Kiểm soát quyền lực chính trị | Nam nhân đảng Kiểm soát quyền lực chính trị | Nam nhân đảng Kiểm soát quyền lực chính trị | Nam nhân đảng Kiểm soát quyền lực chính trị | Nam nhân đảng Kiểm soát quyền lực chính trị |                                  |                |                                            |                                            |                                            |                                            |                                            |                                            |                               |               | Tiểu bắc phái | Tiểu bắc phái | Tiểu bắc phái | Tiểu bắc phái | Tiểu bắc phái | Tiểu bắc phái |  |  |  |  |  |  |  |  |  |  |  |  |  |  |  |  |
|  |  |  |  |  |  |  |  |                   |                   |                   |                   | Tây nhân đảng loại bỏ                       | Tây nhân đảng loại bỏ                       | Tây nhân đảng loại bỏ                       | Tây nhân đảng loại bỏ                       | Tây nhân đảng loại bỏ                       | Tây nhân đảng loại bỏ                       |                 |                 |                  |                  |                  |                  | Nam nhân đảng Kiểm soát quyền lực chính trị | Nam nhân đảng Kiểm soát quyền lực chính trị | Nam nhân đảng Kiểm soát quyền lực chính trị | Nam nhân đảng Kiểm soát quyền lực chính trị | Nam nhân đảng Kiểm soát quyền lực chính trị | Nam nhân đảng Kiểm soát quyền lực chính trị | Năm 1680 Canh Thân Hoán cục      |                |                                            |                                            |                                            |                                            |                                            |                                            |                               |               | Tiểu bắc phái | Tiểu bắc phái | Tiểu bắc phái | Tiểu bắc phái | Tiểu bắc phái | Tiểu bắc phái |  |  |  |  |  |  |  |  |  |  |  |  |  |  |  |  |
|  |  |  |  |  |  |  |  |                   |                   |                   |                   | Tây nhân đảng                               | Tây nhân đảng                               | Tây nhân đảng                               | Tây nhân đảng                               | Tây nhân đảng                               | Tây nhân đảng                               |                 |                 |                  |                  |                  |                  | Nam nhân đảng loại bỏ                       | Nam nhân đảng loại bỏ                       | Nam nhân đảng loại bỏ                       | Nam nhân đảng loại bỏ                       | Nam nhân đảng loại bỏ                       | Nam nhân đảng loại bỏ                       |                                  |                |                                            |                                            |                                            |                                            |                                            |                                            |                               |               | Tiểu bắc phái | Tiểu bắc phái | Tiểu bắc phái | Tiểu bắc phái | Tiểu bắc phái | Tiểu bắc phái |  |  |  |  |  |  |  |  |  |  |  |  |  |  |  |  |
|  |  |  |  |  |  |  |  |                   |                   |                   |                   | Tây nhân đảng                               | Tây nhân đảng                               | Tây nhân đảng                               | Tây nhân đảng                               | Tây nhân đảng                               | Tây nhân đảng                               |                 |                 |                  |                  |                  |                  | Nam nhân đảng loại bỏ                       | Nam nhân đảng loại bỏ                       | Nam nhân đảng loại bỏ                       | Nam nhân đảng loại bỏ                       | Nam nhân đảng loại bỏ                       | Nam nhân đảng loại bỏ                       | Thay đổi chính trị               |                |                                            |                                            |                                            |                                            |                                            |                                            |                               |               | Tiểu bắc phái | Tiểu bắc phái | Tiểu bắc phái | Tiểu bắc phái | Tiểu bắc phái | Tiểu bắc phái |  |  |  |  |  |  |  |  |  |  |  |  |  |  |  |  |
|  |  |  |  |  |  |  |  |                   |                   |                   |                   |                                             |                                             |                                             |                                             |                                             |                                             |                 |                 |                  |                  |                  |                  |                                             |                                             |                                             |                                             |                                             |                                             |                                  |                |                                            |                                            |                                            |                                            |                                            |                                            |                               |               |               |               |               |               |               |               |  |  |  |  |  |  |  |  |  |  |  |  |  |  |  |  |
|  |  |  |  |  |  |  |  | Lão luận phái     | Lão luận phái     | Lão luận phái     | Lão luận phái     | Lão luận phái                               | Lão luận phái                               |                                             |                                             | Thiếu luận phái                             | Thiếu luận phái                             | Thiếu luận phái | Thiếu luận phái | Thiếu luận phái  | Thiếu luận phái  |                  |                  | Nam nhân đảng                               | Nam nhân đảng                               | Nam nhân đảng                               | Nam nhân đảng                               | Nam nhân đảng                               | Nam nhân đảng                               |                                  |                |                                            |                                            |                                            |                                            |                                            |                                            |                               |               | Tiểu bắc phái | Tiểu bắc phái | Tiểu bắc phái | Tiểu bắc phái | Tiểu bắc phái | Tiểu bắc phái |  |  |  |  |  |  |  |  |  |  |  |  |  |  |  |  |
|  |  |  |  |  |  |  |  | Lão luận phái     | Lão luận phái     | Lão luận phái     | Lão luận phái     | Lão luận phái                               | Lão luận phái                               |                                             |                                             | Thiếu luận phái                             | Thiếu luận phái                             | Thiếu luận phái | Thiếu luận phái | Thiếu luận phái  | Thiếu luận phái  |                  |                  | Nam nhân đảng                               | Nam nhân đảng                               | Nam nhân đảng                               | Nam nhân đảng                               | Nam nhân đảng                               | Nam nhân đảng                               | Đãng bình sách →Sự kiện Nhâm Ngọ |                |                                            |                                            |                                            |                                            |                                            |                                            |                               |               | Tiểu bắc phái | Tiểu bắc phái | Tiểu bắc phái | Tiểu bắc phái | Tiểu bắc phái | Tiểu bắc phái |  |  |  |  |  |  |  |  |  |  |  |  |  |  |  |  |
|  |  |  |  |  |  |  |  |                   |                   |                   |                   |                                             |                                             |                                             |                                             |                                             |                                             |                 |                 |                  |                  |                  |                  |                                             |                                             |                                             |                                             |                                             |                                             |                                  |                |                                            |                                            |                                            |                                            |                                            |                                            |                               |               |               |               |               |               |               |               |  |  |  |  |  |  |  |  |  |  |  |  |  |  |  |  |
|  |  |  |  |  |  |  |  | Tích phái         | Tích phái         | Tích phái         | Tích phái         | Tích phái                                   | Tích phái                                   |                                             |                                             |                                             |                                             |                 |                 | Thời phái        | Thời phái        | Thời phái        | Thời phái        | Thời phái                                   | Thời phái                                   |                                             |                                             |                                             |                                             |                                  |                |                                            |                                            |                                            |                                            |                                            |                                            |                               |               | Tiểu bắc đảng | Tiểu bắc đảng | Tiểu bắc đảng | Tiểu bắc đảng | Tiểu bắc đảng | Tiểu bắc đảng |  |  |  |  |  |  |  |  |  |  |  |  |  |  |  |  |
|  |  |  |  |  |  |  |  | Tích phái         | Tích phái         | Tích phái         | Tích phái         | Tích phái                                   | Tích phái                                   |                                             |                                             |                                             |                                             |                 |                 | Thời phái        | Thời phái        | Thời phái        | Thời phái        | Thời phái                                   | Thời phái                                   |                                             |                                             |                                             |                                             |                                  |                |                                            |                                            |                                            |                                            |                                            |                                            |                               |               | Tiểu bắc đảng | Tiểu bắc đảng | Tiểu bắc đảng | Tiểu bắc đảng | Tiểu bắc đảng | Tiểu bắc đảng |  |  |  |  |  |  |  |  |  |  |  |  |  |  |  |  |
|  |  |  |  |  |  |  |  | （Công tây phái） | （Công tây phái） | （Công tây phái） | （Công tây phái） | （Công tây phái）                           | （Công tây phái）                           |                                             |                                             |                                             |                                             |                 |                 | （Tín tây phái） | （Tín tây phái） | （Tín tây phái） | （Tín tây phái） | （Tín tây phái）                            | （Tín tây phái）                            |                                             |                                             |                                             |                                             |                                  |                |                                            |                                            |                                            |                                            |                                            |                                            |                               |               |               |               |               |               |               |               |  |  |  |  |  |  |  |  |  |  |  |  |  |  |  |  |
|  |  |  |  |  |  |  |  | （Công tây phái） | （Công tây phái） | （Công tây phái） | （Công tây phái） | （Công tây phái）                           | （Công tây phái）                           |                                             |                                             |                                             |                                             |                 |                 | （Tín tây phái） | （Tín tây phái） | （Tín tây phái） | （Tín tây phái） | （Tín tây phái）                            | （Tín tây phái）                            | Năm 1801 Tân Dậu bách hại                   |                                             |                                             |                                             |                                  |                |                                            |                                            |                                            |                                            |                                            |                                            |                               |               |               |               |               |               |               |               |  |  |  |  |  |  |  |  |  |  |  |  |  |  |  |  |
|  |  |  |  |  |  |  |  | Tích phái         | Tích phái         | Tích phái         | Tích phái         | Tích phái                                   | Tích phái                                   |                                             |                                             |                                             |                                             |                 |                 | ×                | ×                | ×                | ×                | ×                                           | ×                                           |                                             |                                             |                                             |                                             |                                  |                |                                            |                                            |                                            |                                            |                                            |                                            |                               |               |               |               |               |               |               |               |  |  |  |  |  |  |  |  |  |  |  |  |  |  |  |  |
|  |  |  |  |  |  |  |  | Tích phái         | Tích phái         | Tích phái         | Tích phái         | Tích phái                                   | Tích phái                                   | Năm 1804                                    |                                             |                                             |                                             |                 |                 | ×                | ×                | ×                | ×                | ×                                           | ×                                           |                                             |                                             |                                             |                                             |                                  |                |                                            |                                            |                                            |                                            |                                            |                                            |                               |               |               |               |               |               |               |               |  |  |  |  |  |  |  |  |  |  |  |  |  |  |  |  |
|  |  |  |  |  |  |  |  | ×                 |                   |                   |                   |                                             |                                             |                                             |                                             |                                             |                                             |                 |                 |                  |                  |                  |                  |                                             |                                             |                                             |                                             |                                             |                                             |                                  |                |                                            |                                            |                                            |                                            |                                            |                                            |                               |               |               |               |               |               |               |               |  |  |  |  |  |  |  |  |  |  |  |  |  |  |  |  |